# Mohamed Ali Moncer
Mohamed Ali Moncer (sinh ngày 28 tháng 4 năm 1991) là một cầu thủ bóng đá người Tunisia thi đấu ở vị trí tiền vệ cho ES Tunis.

## Sự nghiệp quốc tế

### Bàn thắng quốc tế
Tỉ số và kết quả liệt kê bàn thắng của Tunisia trước.
| Bàn thắng | Ngày                | Địa điểm                                             | Đối thủ    | Tỉ số | Kết quả | Giải đấu                           | Nguồn |
| --------- | ------------------- | ---------------------------------------------------- | ---------- | ----- | ------- | ---------------------------------- | ----- |
| 1.        | 18 tháng 1 năm 2015 | Nuevo Estadio de Ebebiyín, Ebebiyín, Guinea Xích Đạo | Cabo Verde | 1–0   | 1–1     | Cúp bóng đá châu Phi 2015          |       |
| 2.        | 31 tháng 3 năm 2015 | Nanjing Olympic Sports Centre, Nam Kinh, Trung Quốc  | Trung Quốc | 1–0   | 1–1     | Giao hữu                           |       |
| 3.        | 31 tháng 1 năm 2016 | Sân vận động Régional Nyamirambo, Kigali, Rwanda     | Mali       | 1–0   | 1–2     | Giải vô địch bóng đá châu Phi 2016 |       |

## Danh hiệu
CS Sfaxien
Vô địch
- Giải bóng đá hạng nhất quốc gia Tunisia: 2012–13
- Cúp Liên đoàn bóng đá châu Phi: 2013

Á quân
- Giải bóng đá hạng nhất quốc gia Tunisia: 2013–14
- Cúp Liên đoàn bóng đá châu Phi: 2010
- Siêu cúp CAF: 2014
- Cúp bóng đá Tunisia: 2012, 2013–14

ES Tunis
Vô địch
- Giải bóng đá hạng nhất quốc gia Tunisia: 2017–18